# Дворец культуры железнодорожников (Екатеринбург)
Дворе́ц культу́ры железнодоро́жников — культурное учреждение в Верх-Исетском районе Екатеринбурга, расположенное по адресу улица Челюскинцев, 102. Одно из крупнейших в городе художественно-образовательных и досуговых учреждений.
Восточная часть здания ДК построена в 1930-х годах в стиле конструктивизма по проекту Константина Трофимовича Бабыкина, западная часть со зрительным залом на 1000 мест — в 1938 году в неоклассическом стиле по проекту Евгении Сергеевны Балакшиной и Александра Юделевича Ехаукима. Здание является уникальным образцом совмещения архитектурных стилей и памятником архитектуры регионального значения.

## История
Предшественником будущего клуба железнодорожников стал клуб, организованный по инициативе рабочих железнодорожной станции Екатеринбург-I, завода Ятеса и мельниц, открывшийся 24 ноября 1917 года в помещении начальной школы им. Гоголя. Клуб стал первой культурной организацией рабочих на Урале. Он управлялся выборным правлением, с момента образовани клуба в нём начали работать струнный оркестр и драматический кружок.
После того, как в июле 1918 года Екатеринбург был занят Белой гвардией, работа клуба прекратилась. В октябре 1919 года деятельность организации удалось возобновить, с этого времени клуб железнодорожников получил имя Л. И. Вайнера. В клубе проводили мероприятия городского уровня, в том числе различные конференции и съезды. В 1921 году при клубе открылись ряд секций: литературная, научная, драматическая, музыкальная, хоровая, военно-спортивная, подростковая и секция женщин-работниц. Впоследствии на базе драмкружка была сформирована театральная студия под руководством В. Д. Бузина. Со временем студия стала первым на Урале рабочим театром, в 2000 году получившим имя своего долговременного руководителя Григория Ефимовича Гецова.
В 1934 году клуб переехал в новое здание на улице Челюскинцев, 102, достроенное в 1938году и снабжённое зрительным залом на 1000 мест, малым залом на 300 мест, а также 20 репетиционными комнатами. В новом здании начались работу библиотека, музей истории Свердловской железной дороги, буфет, спортивный клуб «Локомотив». С 1979 года в здании ДК работает ресторан «Старая крепость».
В годы Великой Отечественной войны здание клуба занимал эвакуационный пункт. В апреле 1942 года здесь находился отдел формирования добровольческих женских эшелонов зенитчиц.
Коллективы ДК гастролировали по стране и за её пределами, получая награды союзного уровня. Участники студии изобразительного искусства под руководством Николая Гавриловича Чеснокова помимо всесоюзных выставок, выставлялись в Париже, Будапеште и Хельсинки. В 1958 году на всесоюзном смотре культурных учреждений Свердловский ДК железнодорожников получил второй приз и диплом «Лучший клуб профсоюзов».
В 1933—1967 годах ДК носил имя революционера и партийного деятеля Андрея Андреевича Андреева. С 1967 года стал именоваться Свердловским дворцом культуры железнодорожников.
На начало 2000-х годов на базе ДК работают 15 художественных коллективов и 22 объединения и клуба по интересам. Среди наиболее известных коллективов выделяют народный театр драмы им. Г. Е. Гецова, студию изобразительного искусства им. Ю. К. Киселёва, молодёжный оркестр, ансамбль современных танцев им. Д. М. Суфидянова, ансамбль русских народных инструментов «Русичи» и театр танца «Степ».

## Архитектура

К. Т. Бабыкин — архитектор первой очереди здания ДК

Каменное трёхэтажное здание дворца культуры расположено в углу Челюскинцев и Свердлова. Уникальность объёмной композиции вызвана строительством восточной и западной частей в разные периоды и в разных стилевых формах. Конструктивистская восточная часть здания (первая очередь) строилась в начале 1930-х годов по проекту Константина Трофимовича Бабыкина, а неоклассическая западная двухэтажная часть была пристроена в 1938—1939 годах по проекту архитекторов Евгении Сергеевны Балакшиной и Александра Юделевича Ехаукима. Функционально восточная часть отведена под клубные и вспомогательные помещения, западная же, выходящая торцом на угол, образованный улицей Челюскинцев, имеет зрелищное предназначение. При этом за счёт обилия элементов декора вторая очередь не уступает первой в монументальности.
В архитектурно-пространственной композиции здания выделяется периптер западного крыла с колоннами тосканского ордера, опирающимися на высокий стилобат. Основной объём вмещает фойе с вестибюлями на первом этаже, широкую лестницу, ведущую в фойе второго этажа, и зрительный зал на 1000 мест. Над большим залом возвышается объём дополнительного этажа подсобных помещений с небольшими окнами. Торцовый фасад, выходящий на улицу Челюскинцев, акцентирован большим выносом прямого карниза с гладким фризом и глухим парапетом в форме аттика.
Входы в здание выполнены между прямоугольными в плане пилонами, украшенными барельефами и полуколоннами. Дверные проёмы украшены наличниками и профилированными рамами, а также прямыми дверными сандриками. Над входами выделяются оконные проёмы тамбуров, на боковых фасадах — два поэтажных ряда окон. Простенки и углы западной части здания декорированы полуколоннами и трёхчетвертными колоннами. Также в качестве элементов декора использованы угловые и плоские пилястры.
На территории клуба установлен монумент с именами железнодорожников, погибших в годы Великой Отечественной войны. В 2015 году была открыта композиция «С чего начинается Родина» скульптора Сергея Валентиновича Титлинова. На площадках около здания клуба вдоль улиц Свердлова и Челюскинцев установлены экземпляры военной и гражданской техники, в том числе паровоз Кч4-328, модель паровоза Черепановых, танк Т-72, боевая машина пехоты БМП-1, гаубица М-30.

## Галерея

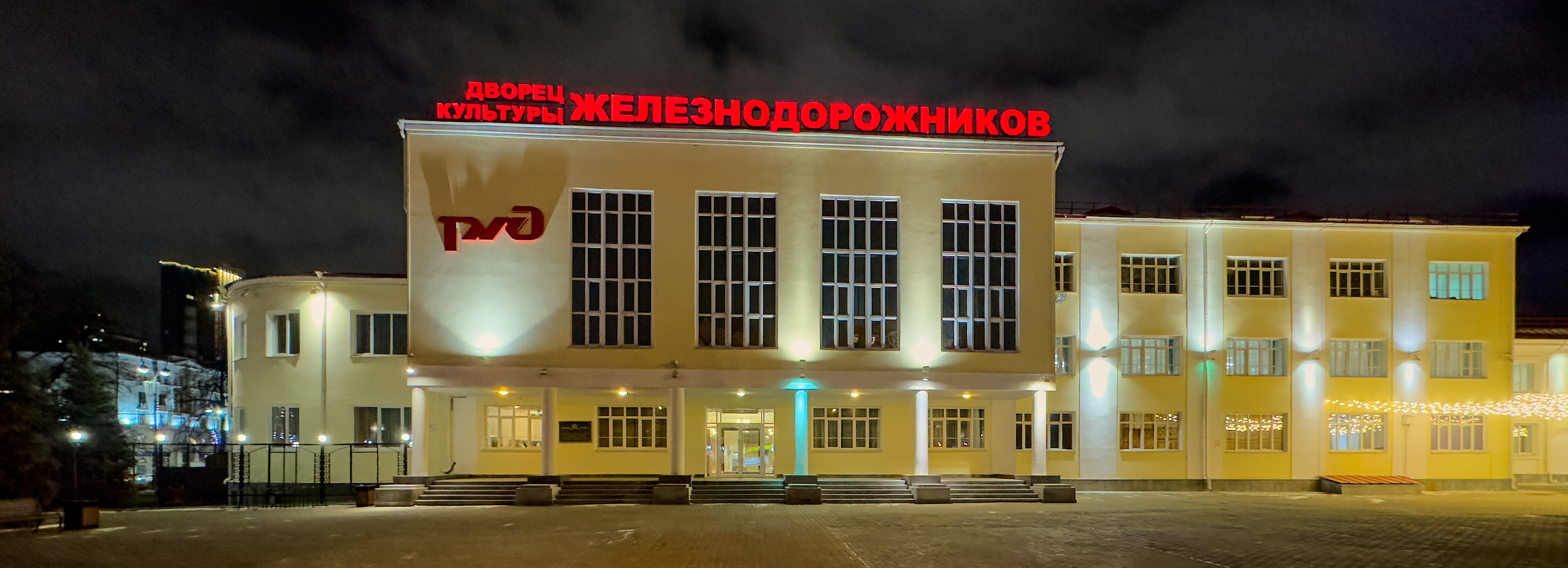
Вечерний вид
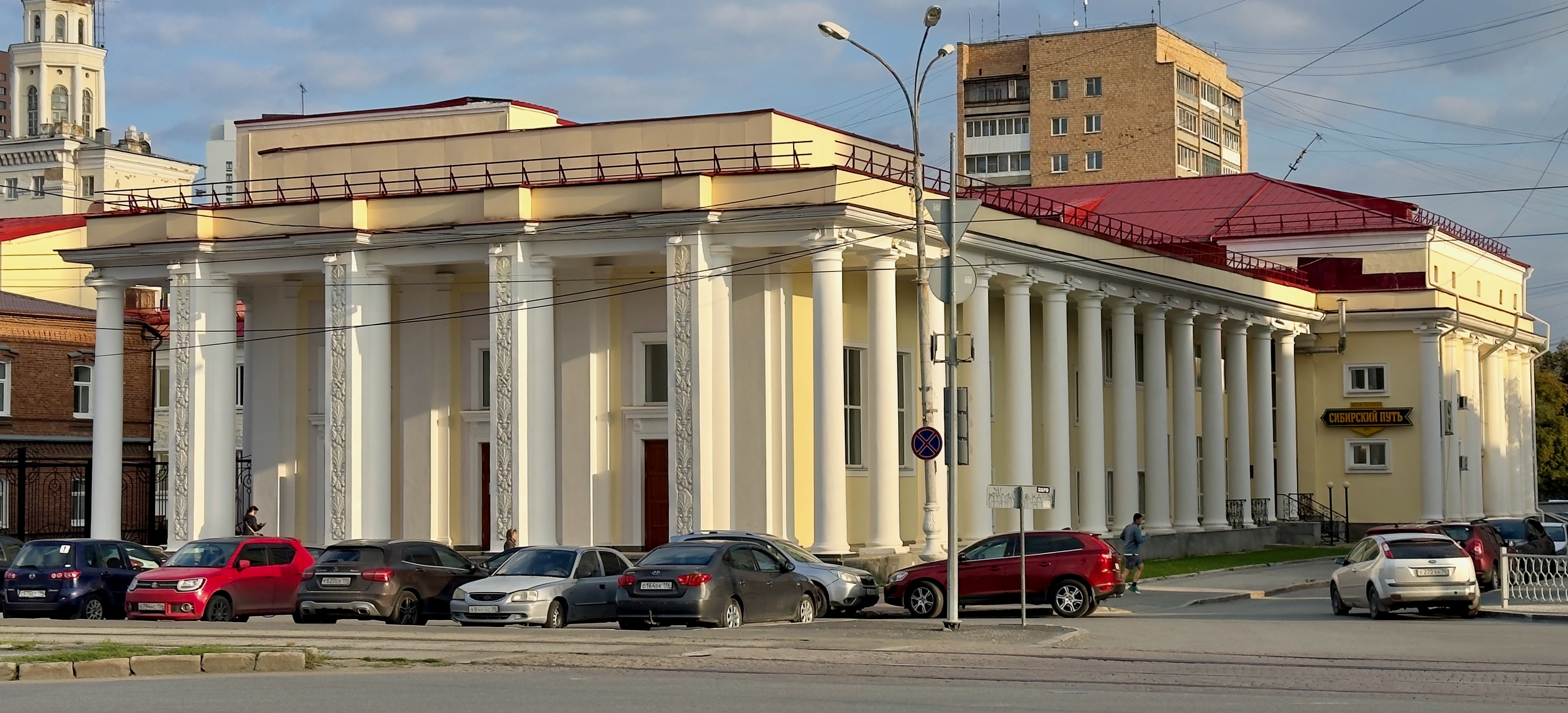
Западная часть
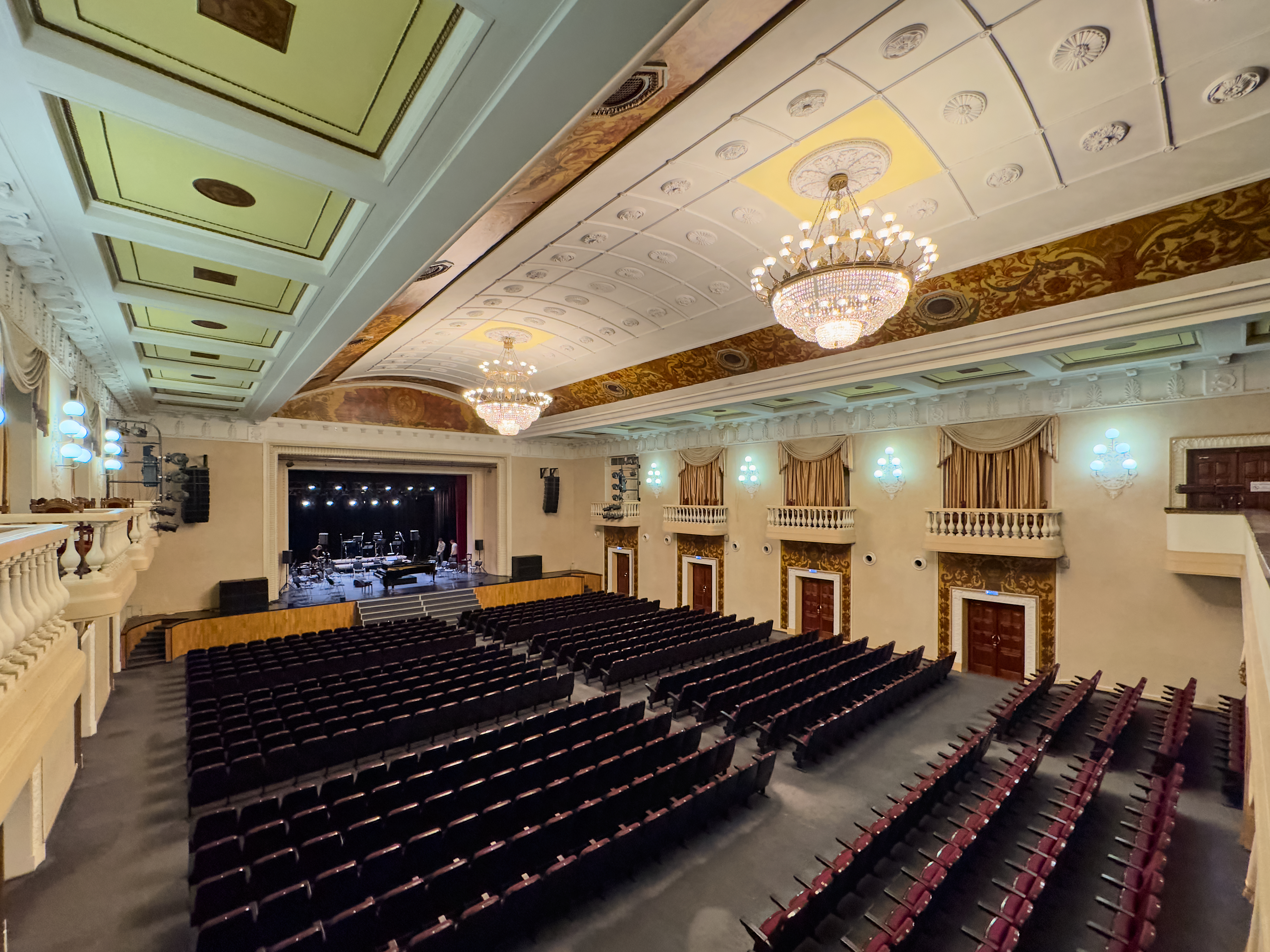
Зрительный зал
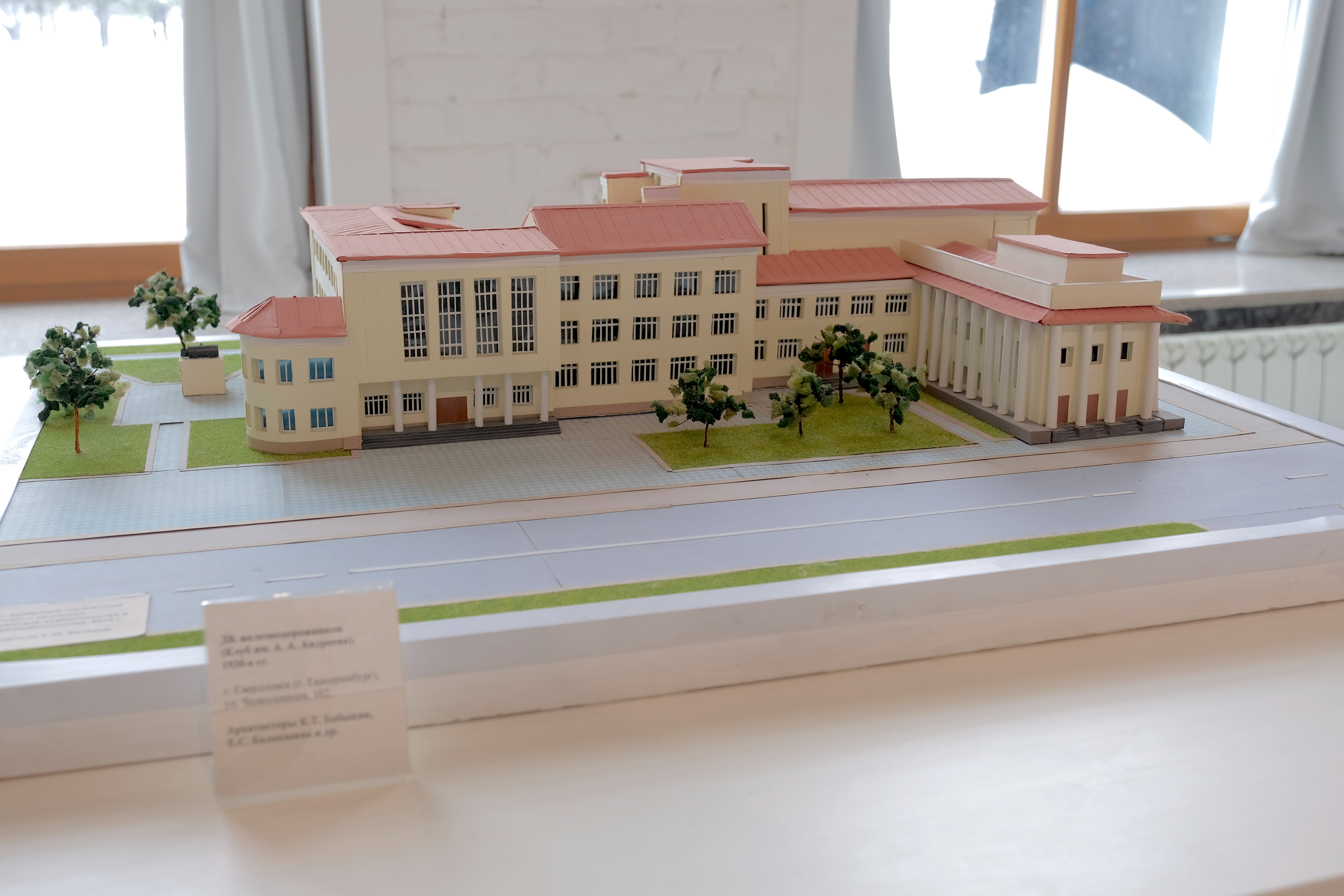
Макет здания в музее УрГАХУ
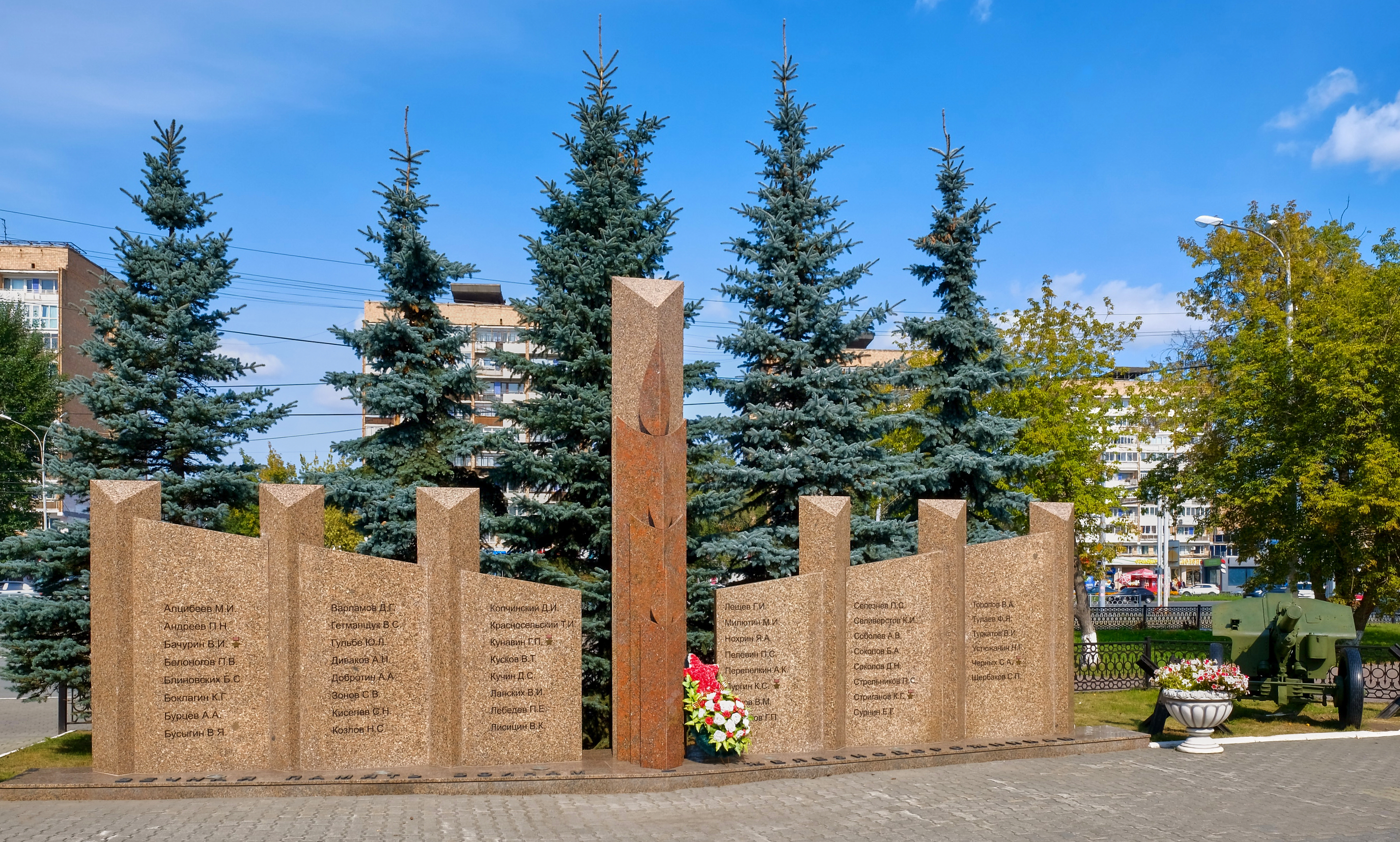
Памятник воинам-железнодорожникам
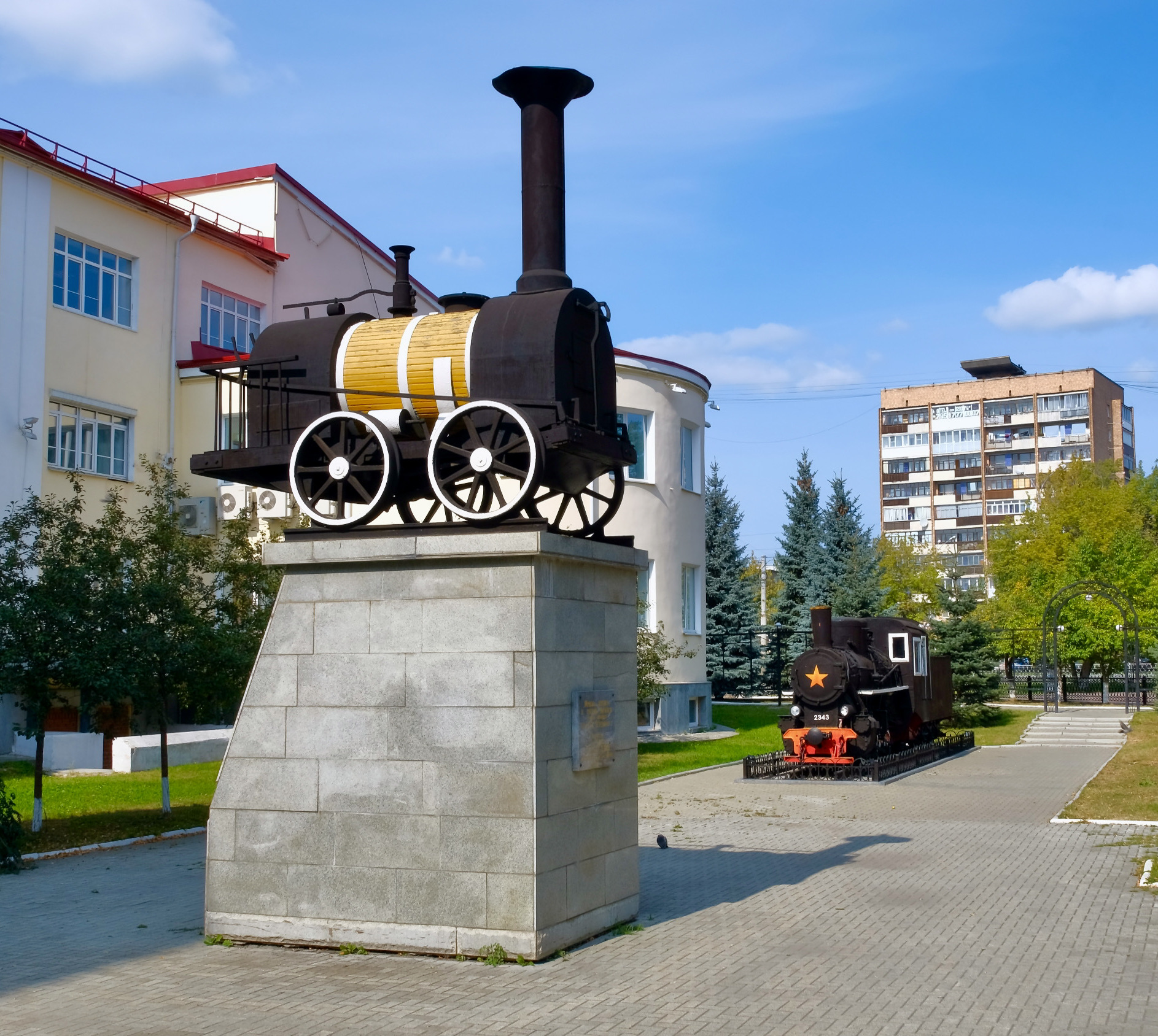
Памятник паровозу Черепановых
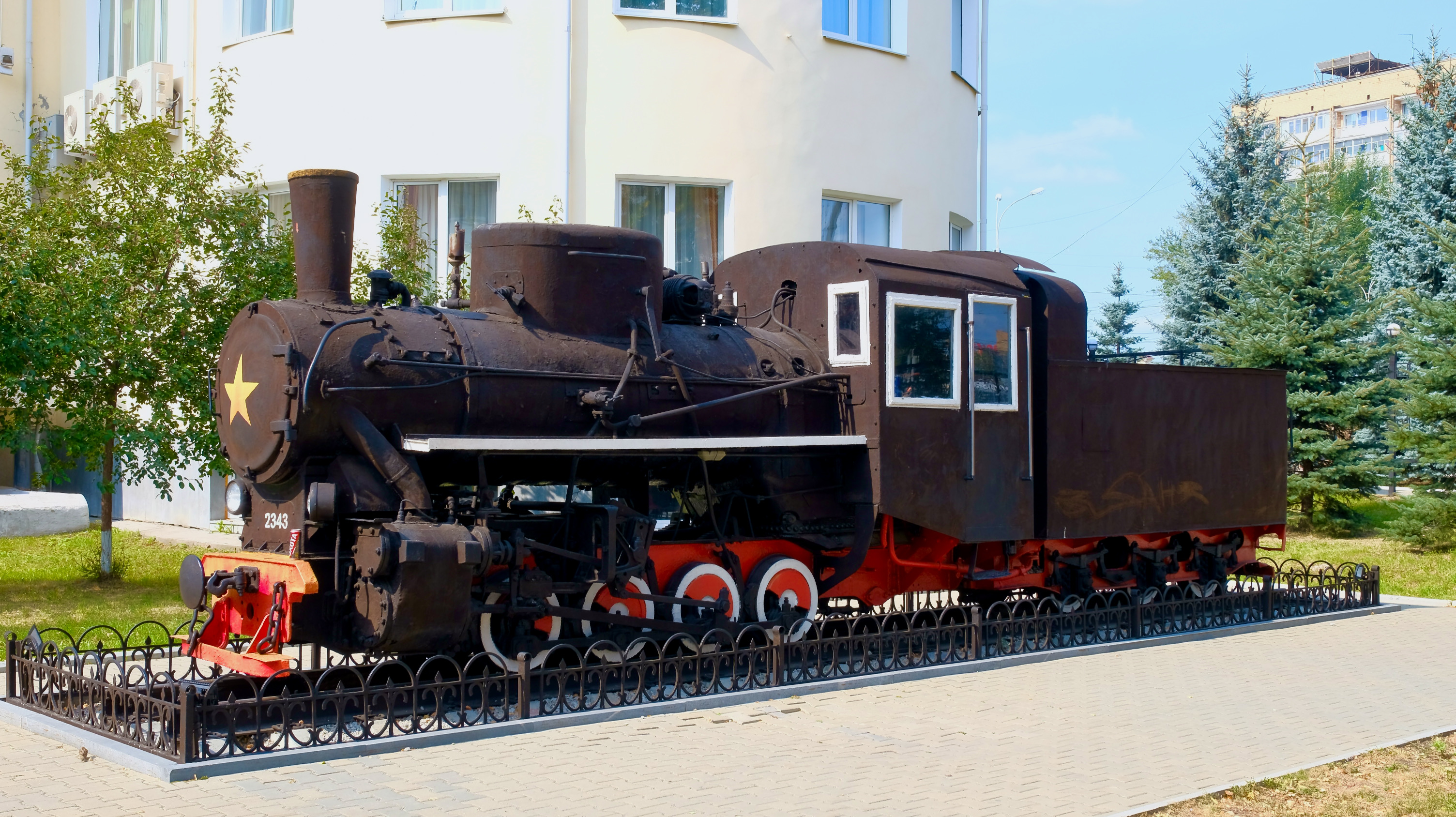
Локомотив Кч4-328
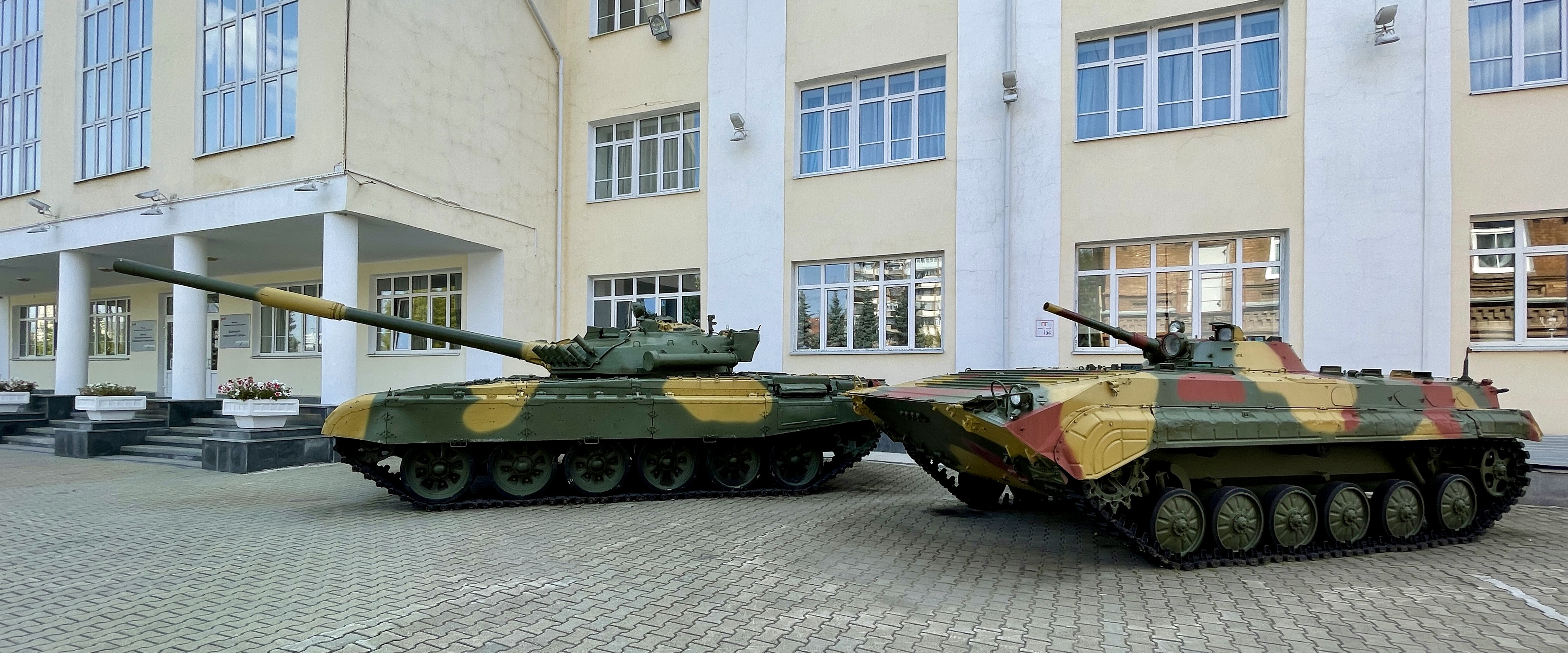
Экспозиция военной техники